# 湖里创新园站
湖里創新園站是厦门轨道交通3号线的地铁车站，位于中华人民共和国福建省厦门市湖里区云顶北路与枋湖北二路交叉口。本站于2021年6月25日正式启用。本站可轉乘BRT。

## 车站结构
本站为地下二层岛式车站。
| 地面层   | 出入口                               | 出入口                         |
| 地下一层 | 站厅                                 | 票务服务、客服中心、进出站闸机 |
| 地下二层 | 西行                                 | 3 往廈門火車站方向 （坂尚）    |
| 地下二层 | 岛式站台，列车运行方向左侧的车门开启 |                                |
| 地下二层 | 東行                                 | 3 往蔡厝方向 （五緣灣）        |

## 出入口信息
本站设2、3、4号（共3个）出入口。
|                           |            |                              | |
| 编号                      | 设施       | 出口指示                     | 建议前往的目的地                                                                                      |
| 2                         | 升降机标志 | 云顶北路西侧，枋湖北二路南侧 | BRT双十中学站、厦门地铁五缘湾综合楼、尚忠路、厦门市湖里区教师进修学校、福建省厦门双十中学（枋湖校区） |
| 3                         |            | 云顶北路東侧，枋湖北二路北侧 | 湖里創新園、安嶺二路、護安路、岐山路                                                                  |
| 4                         |            | 云顶北路東侧，枋湖北二路南侧 | BRT双十中学站、钟智西路、厦门空中自行车道（枋湖北二路出入口）、湖里区射箭场、厦门五缘第二实验学校     |
| 註： 設有 \| 設有扶手電梯 |            |                              | |